# Blegny
Blegny en való Blegneye és un municipi belga de la província de Lieja a la regió valona. El 2007 tenia uns 12.800 habitants. Es troba a l'altiplà de Herve i és regat pel Bolland i el Julienne.

## Història

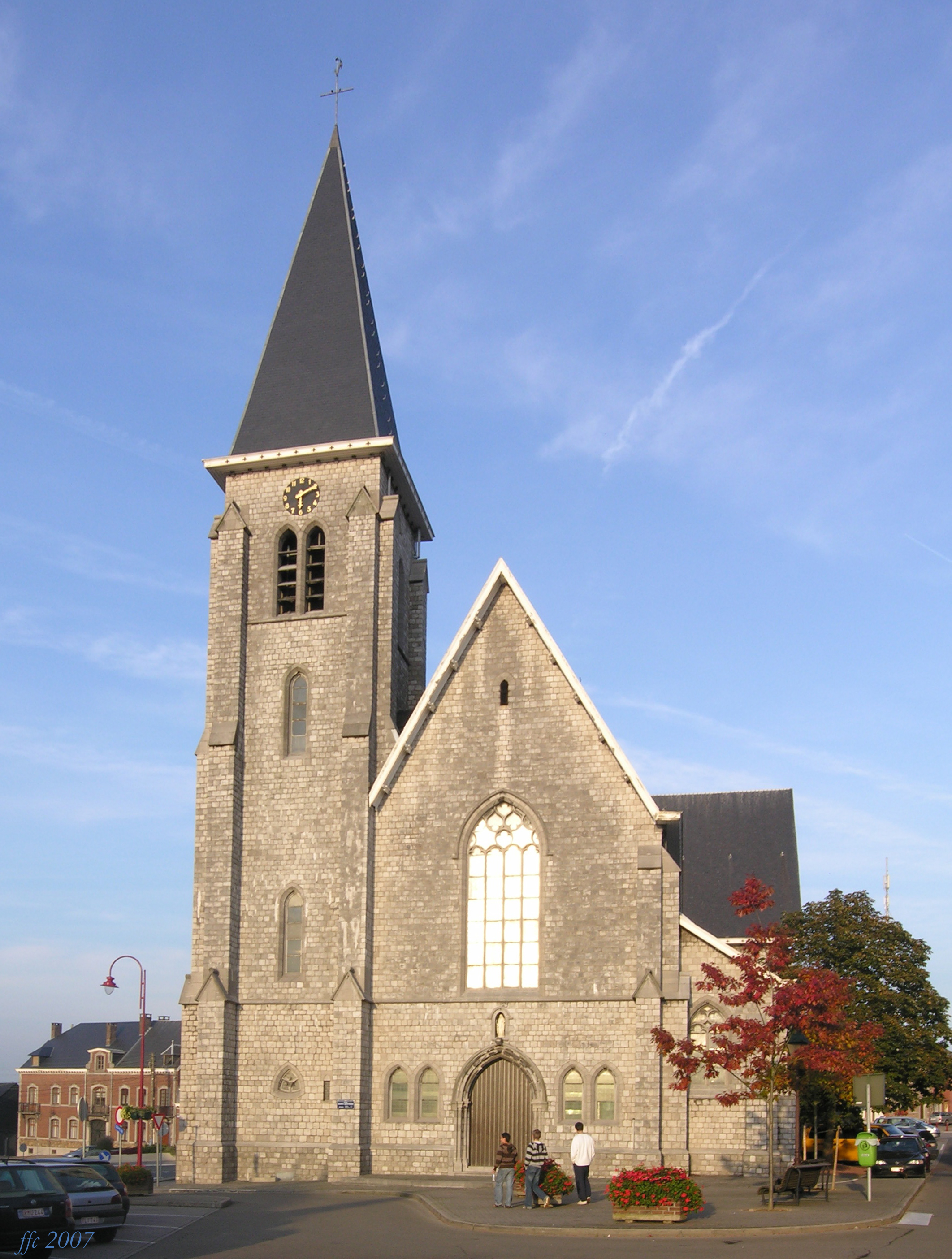
Blegny, església de Sainte-Gertrude

La major part del poble fusionat feia part de la part francòfona del País de Dalhem, uns dels tres Països enllà del Mosa del ducat de Brabant. El nom esmentat le primera vegada el 966, és d'origen gal·loromà, Blaniacum, el que pertany a Blanius.
Des del 1550, els monjos de l'abadia de Val-Dieu van començar a explotar el carbó prop de Trembleur.
Al segle xvii, durant l'ocupació de les tropes de la república de les Set Províncies Unides, els protestants van aplicar el simultaneum a l'església de Sainte-Gertrude, en autoritzar que els protestants i els catòlics organitzen els seus rituals a la mateixa església.
El 1661, després del Tractat de partició el seu territori serà incorporat als Països Baixos espanyols ocupats per a Castella.
Al 6 d'agost de 1914, el poble va sofrir molt de les atrocitats de l'Exèrcit Alemany que va occir 19 civils i destruir 40 cases a l'inici de la invasió de Bèlgica. Blegny es va crear l'1 de gener de 1977, originalment, Blegny era un nucli de Trembleur, que era més important per a la presència d'una mina de carbó, que va esdevenir l'última mina de Valònia en tancar-se el 1980. Avui, s'ha transformat en museu, la principal atracció turística del poble.

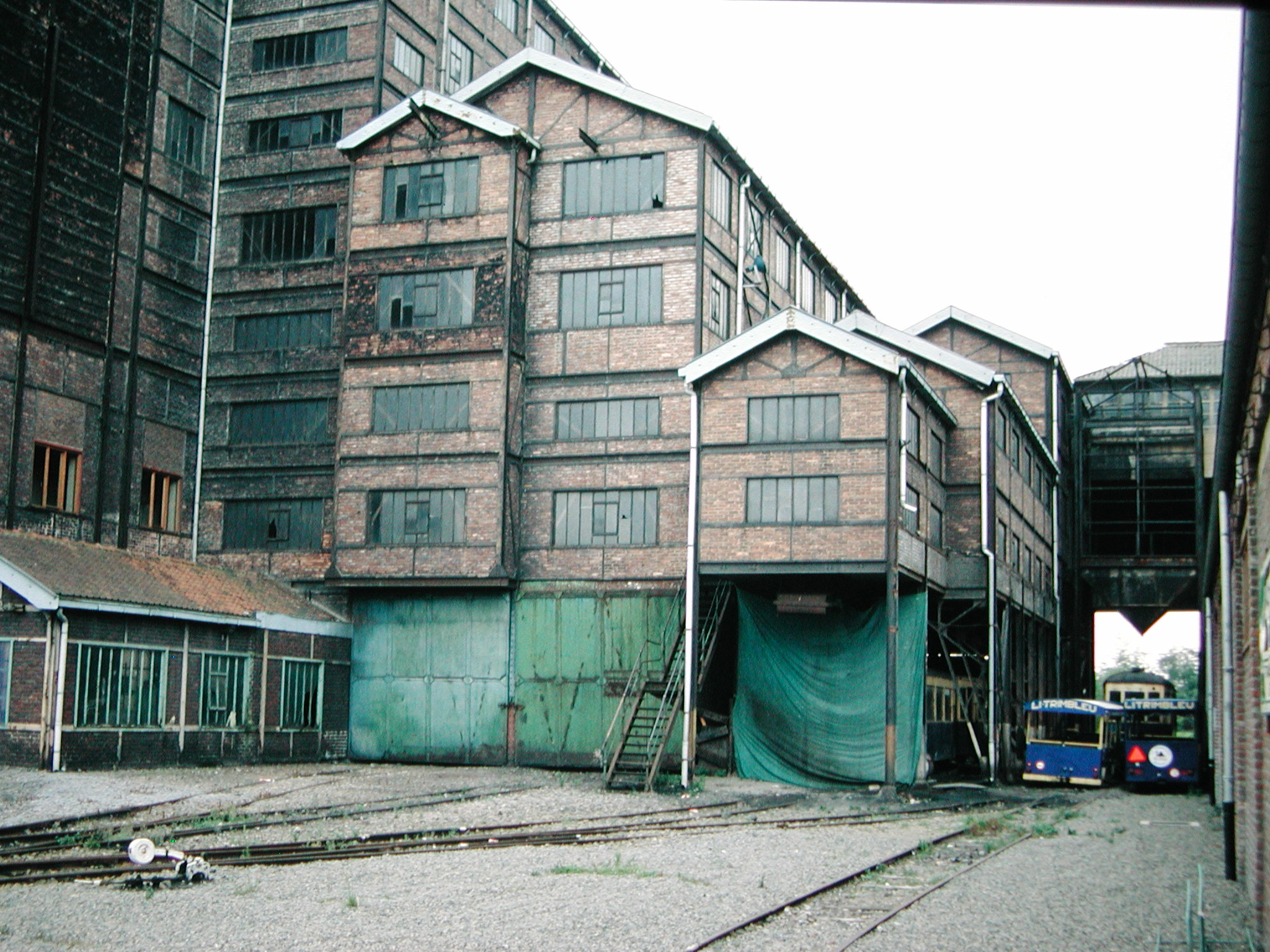
L'edifici de la mina de carbó de Trembleur

El 10 de maig de 1940, les tropes belgues van dinamitar la torre d'aeració de la mina i l'església de Blegny, en témer que servissin com punt d'observació als invasors alemanys. Després de la reconstrucció de la torre d'aeració el 1943, l'activitat va tornar a poc a poc a la mina. Des del 1958, es va començar a parlar de la crisi del carbó, que sofreix de la concurrència del petroli. Gràcies a les subvencions estatals, la mina va sobreviure fins als 1980.

## Economia
Després de tancar la mina de carbó, els pobles de l'entitat de Blegny van transformar-se a poc a poc en dormitoris verds per als habitants de Lieja. Roman una activitat agroalimentària d'especialitats del país de Herve: xarops de pomes i de peres (Lambert) i formatges (Camal). Un polígon industrial s'ha creat al nucli de Barchon, a la sortida de l'autopista E40. Hom i troba indústries diverses: mecànica de precisió, reciclatge de metalls, formació tècnica per a empreses, distribució d'articles de netejar, fàbrica de contenidors metàl·lics, distribució de patates, fusteria (fusta i PVC) ...